# Isabel Rodríguez García
Isabel Rodríguez García (Abenójar, 5 giugno 1981) è una politica spagnola, membro del Partito Socialista Operaio Spagnolo (PSOE) e dal 2021 portavoce del Governo Sánchez II nonché ministro delle politiche territoriali. In precedenza è stata membro del Senato (2003-2007), del Congresso dei Deputati (2011–2019) e sindaco di Puertollano dal 2019 al 2021.